# Miroslav Kutílek
Miroslav Kutílek, publikující také pod pseudonymem Marek Hofman, (8. října 1927, Trutnov – 4. října 2016) byl český hydropedolog a vysokoškolský pedagog a příležitostný spisovatel. Do roku 1989 byl proděkanem pro vodní stavby a vodní hospodářství Stavební fakulty ČVUT v Praze.

## Život
Narodil se v roce 1927 v Trutnově. V roce 1946 dokončil gymnázium v Nymburce. Vystudoval Obor vodního hospodářství na Fakultě inženýrského stavitelství ČVUT v Praze. byl proděkanem Stavební fakulty, Směr Vodní stavby a vodní hospodářství na ČVUT od roku 1985 do roku 1989. Od roku 1989 do roku 1991 byl vedoucím katedry hydromeliorací. V roce 1994 odešel do důchodu a věnoval se funkci šéfredaktora vědeckých žurnálů a člena redakčních rad v nakladatelstvích Catena a Elsevier. Specializoval se na půdní fyziku, roku 1966 dosáhl titulu doktor věd (ve zkratce DrSc.).
V roce 1960 působil šest měsíců jako asistent–profesor na univerzitě v Iráku, v letech 1965–1968 byl docentem na univerzitě v Chartúmu (Súdán), v letech 1979–1980 působil šest měsíců na univerzitě v Grenoblu (Francie). Od roku 1973 byl vysokoškolským profesorem ČVUT. Profesuru získal za vývoj hydropedologie a výzkum v oblasti půdní fyziky. V letech 1981-1982 byl hostujícím profesorem na kalifornské univerzitě v Davisu (USA). Od roku 1990 byl několik let řádným profesorem univerzity v Bayreuthu.
Vydal desítku odborných knih, dvě knihy přeložil do angličtiny. Byl čestným členem rady vědeckých společností, také čestným členem Mezinárodní pedologické unie a spoluzakladatelem spolku Český klub skeptiků Sisyfos. Knižní beletrii publikoval také pod pseudonymem Marek Hofman.
V posledních letech života se odborně věnoval globálnímu oteplování. Kritizoval činnost Mezivládního panelu pro změny klimatu (IPCC). Podle Kutílka je hlavním faktorem vyvolávajícím současné klimatické změny sluneční aktivita, které IPCC dostatečný význam nepřikládá. Podle Kutílka navíc IPCC opomíjí nebo podceňuje i význam šesti dalších faktorů, které by mohly na globální oteplování mít vliv, a to Milankovičovy cykly, kontinentální drift spolu s deskovou tektonikou, termohalinní cirkulace (tj. změny mořských proudů), aerosoly, změny vegetačního krytu Země (tj. vliv odlesňování a zemědělského využívání půdního fondu) a také magnetické pole Země.
Podrobně Kutílek své názory na globální oteplování popsal v knize „Racionálně o globálním oteplování“, která získala smíšené recenze. Zatímco pochvalně ji hodnotil ekonom Václav Klaus, někteří klimatologové, například Ladislav Metelka, knihu kritizovali. Metelka vyčítal, že se Kutílek v knize dopustil řady hrubých chyb, zjednodušení a nepravdivých tvrzení. Dle Metelky například Kutílek neznal základní klimatologickou terminologii a nepochopil, co je to model. Metelka rovněž zpochybnil vliv Milankovičových cyklů na globální oteplování v horizontu desítek let, neboť Milankovičovy cykly dle Metelky působí změny v časových měřítkách řádu desítek tisíc let.

## Ocenění
Za svou činnost byl vyznamenán Mendelovou medailí ČSAV v roce 1987 a Medailí Za zásluhy III. stupně prezidentem Václavem Klausem v roce 2010.

## Dílo
- Homo adaptabilis Kutílek Miroslav Rok vydání v ČR: 2013
- Půda planety Země Kutílek Miroslav Rok vydání v ČR: 2012
- Racionálně o globálním oteplování Kutílek Miroslav Rok vydání v ČR 2008
- KUTÍLEK, Miroslav, KURÁŽ, V., CÍSLEROVÁ, M., 2004: Hydropedologie 10. Skriptum CVUT. 176 s. ISBN 80-01-02237-4.
- KUTÍLEK, Miroslav, 1978: Vodohospodárská pedologie. druhé vydání, SNTL Bratislava. 296 s. SNTL 04-721-78.
- KUTÍLEK, Miroslav a KURÁŽ, Václav a CÍSLEROVÁ, Milena: Hydropedologie. Nakladatelství ČVUT, 2000. ISBN 80-7157-733-2. (CS)
- Klute, A. (editor): Methods of Soil Analysis. No. 9, Part 1, Physical and Mineralogical Methods. Wisconsin, 1986. (EN)
- KUTÍLEK, Miroslav, NIELSEN, D.R.: Soil Hydrology. Catena Verlang, Germany, 1994. (EN)
- HOFMAN, Marek. Kávový voko. Praha: nakladatelství Alfa, 2006. 198 s. ISBN 80-86851-35-4. (pod pseudonymem)
- KUTÍLEK, Miroslav. Alternativní bajkýdky. Praha: Nakladatelství Věra Nosková, 2003. 139 s. ISBN 80-903320-1-3.